# Sint-Werenfriduskerk (Wervershoof)
De Sint-Werenfriduskerk is een rooms-katholieke kerk aan de Dorpsstraat 73 in Wervershoof in de Nederlandse provincie Noord-Holland.
De kerk werd tussen 1874 en 1875 gebouwd. De architect Theo Asseler ontwierp een driebeukige kruiskerk in neogotische stijl. Het orgel werd in 1862 gebouwd door Mathieu van Dinter.
De kerk wordt tot op heden gebruik door de parochie "Sint-Werenfridus". Het kerkgebouw is sinds 1976 een rijksmonument. De er naast gelegen pastorie is sinds 1996 ook beschermd. Het kelderend kerkbezoek, ingezet na het Tweede Vaticaans Concilie, heeft het bisdom gedwongen om deze kerk in 2023 te sluiten. De kleine groep praktiserende katholieken in Wervershoof is ondergebracht in de RK kerk van Medemblik. 

## Werenfried
De kerk is gewijd aan de heilige Werenfridus, bekend gebleven als Werenfried van Elst naar de plaats waar hij begraven is. Werenfridus was rond het jaar 700 actief als christelijk prediker in West-Friesland en zou toen hebben gewoond ter plekke van het huidige Wervershoof, dat naar hem genoemd zou kunnen zijn. Later vertrok hij naar Elst en Westervoort, waar ook kerken naar hem genoemd zijn. 

## Externe link

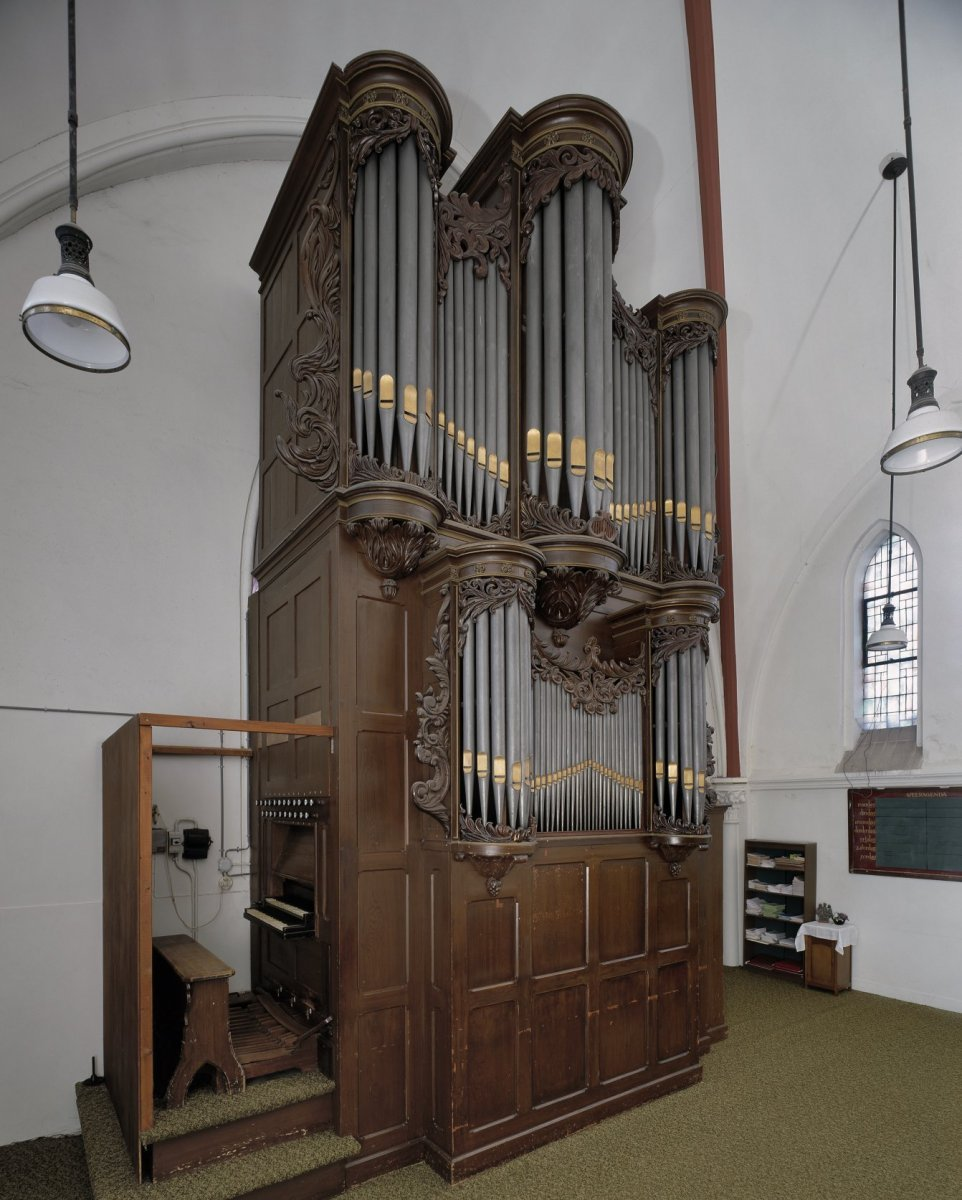
Het orgel
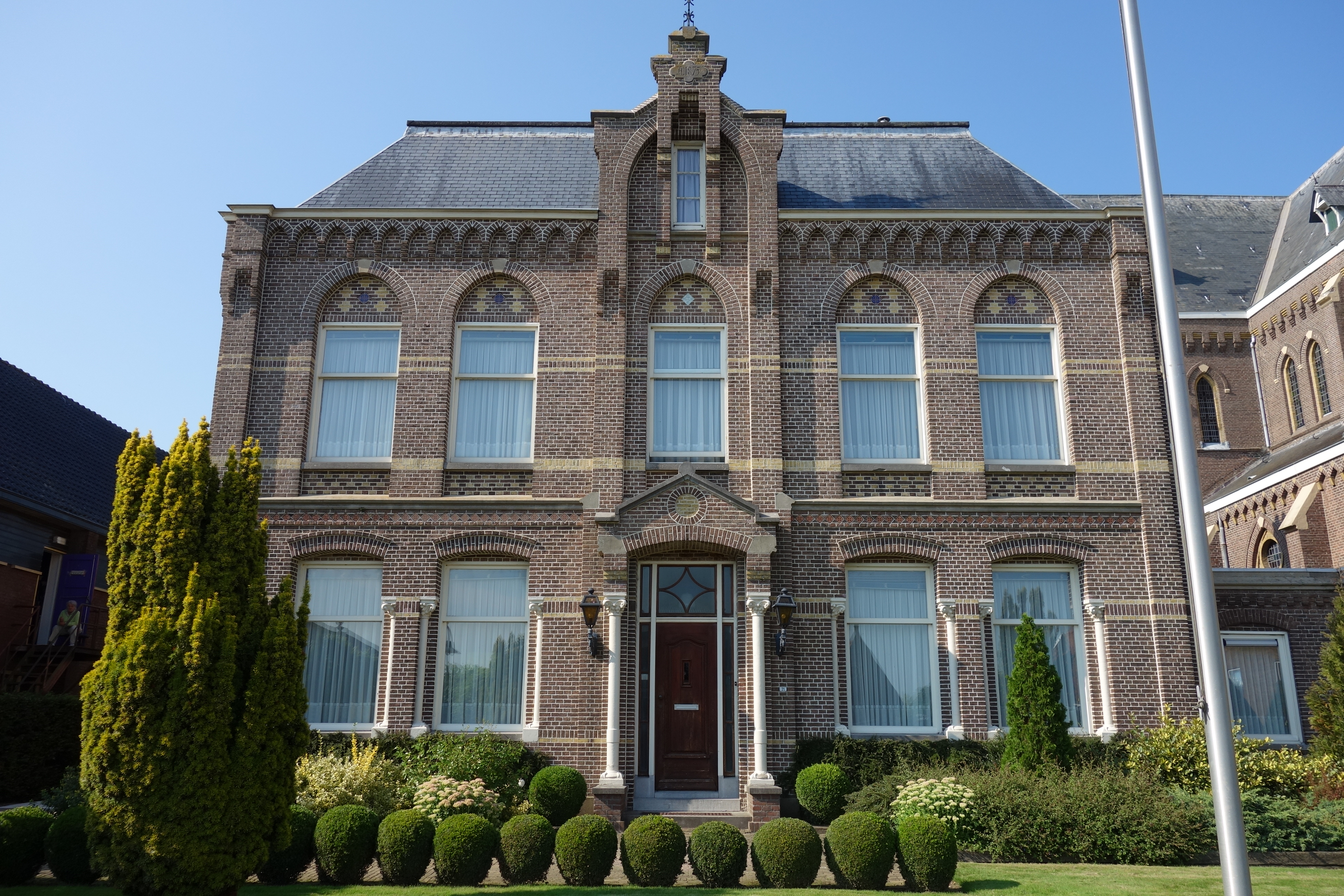
De pastorie, op Dorpsstraat 71